# Elias Emanuel de Magalhães Souza
Elias Emanuel de Magalhães Souza (* 28. Mai 1999), auch einfach nur Elias genannt, ist ein brasilianischer Fußballspieler.

## Karriere
Elias erlernte das Fußballspielen in der Jugend vom Guarani FC im brasilianischen Campinas. Hier unterschrieb er auch seinen ersten Vertrag. Der Verein spielte in der zweiten Liga, der Série B. Hier bestritt er zwei Ligaspiele. 2018 gewann der mit Guarani die 2. Staatsmeisterschaft von São Paulo. Ende August 2018 ging er nach Portugal. Hier wurde er an den in Braga beheimateten Sporting Braga ausgeliehen. Bei Brage kam er jedoch nur in der zweiten Mannschaft zum Einsatz. Die Mannschaft spielte in der zweiten Liga, der Liga Portugal 2. Nach der Ausleihe kehrte er nach Brasilien zurück. Hier wurde sein Vertrag nicht verlängert. Im August 2020 ging er wieder nach Portugal, wo er einen Vertrag beim unterklassigen RD Águeda unterschrieb. Bei dem Verein aus Águeda stand er bis Juli 2022 unter Vertrag. Von August 2021 bis Mitte Februar 2022 war Elias vertrags- und vereinslos. Von Mitte Februar 2022 bis Februar 2024 spielte er bei den brasilianischen Vereinen GD Prudente und Marília AC. Im Februar 2024 zog es ihn nach Südkorea. Die Hinserie der Saison 2024 spielte er beim Drittligisten Gangneung Citizen FC in Gangneung, die Rückserie stand er bei dem ebenfalls in der dritten Liga spielenden Yeoju FC in Yeoju. Im Januar 2024 ging er nach Thailand. Hier unterschrieb er einen Vertrag beim Drittligisten North Bangkok University FC. Mit dem Verein spielte er zehnmal in der Central Region der Liga. Am Ende der Saison 2024/25 feierte er mit dem Verein die Meisterschaft der Region. In den Aufstiegsspielen zur zweiten Liga konnte man sich jedoch nicht durchsetzen. Im Juli 2025 wechselte er in die erste Liga, wo er einen Vertrag beim Sukhothai FC unterschrieb.

## Erfolge
Guarani FC
- 2. Staatsmeisterschaft von São Paulo: 2018

North Bangkok University FC
- Thai League 3 – Central: 2024/25